# 아시아나항공의 사건 및 사고
이 문서는 아시아나항공에서 일어난 항공기 사고를 다룬다.

## 주요 사건

### 준사고
- 아시아나항공 221편 충돌 사고
  - 날짜 : 1998년 11월 11일
  - 편명 : OZ221/AAR221
  - 출발지 : 존 F. 케네디 국제공항
  - 경유지 : 테드 스티븐스 앵커리지 국제공항
  - 목적지 : 김포국제공항
  - 기종 : 보잉 747-400M
  - 등록번호 : HL7414
  - 사고지점 : 테드 스티븐스 앵커리지 국제공항
  - 인명피해 : 승무원 5명 부상
  - 사고원인 : OZ221편의 조종사가 활주로에서의 규정 이동속도인 10노트보다 더 빠른 16노트로 택싱, SU853편의 꼬리날개를 강타
- 해병대 민항기 오인 사격 사건
  - 날짜 : 2011년 6월 17일
  - 편명 : OZ324/AAR324
  - 출발지 : 청두 솽류 국제공항
  - 목적지 : 인천국제공항
  - 기종 : 에어버스 A321-200
  - 등록번호 : HL7763
  - 사고지점 : 인천광역시 강화군 교동도
  - 인명피해 : 승객 110명, 승무원 9명 중 부상, 사망자 없음
  - 사고원인 : 해병대의 적기 오인으로 인한 오인사격
- 아시아나항공 552편 지상 충돌 사고
  - 날짜 : 2018년 5월 13일
  - 편명 : OZ552/AAR552
  - 출발지 : 아타튀르크 국제공항
  - 목적지 : 인천국제공항
  - 기종 :에어버스 A330-300
  - 등록번호 : HL7792
  - 사고지점 : 아타튀르크 국제공항
  - 인명피해 : 인명피해 없음
  - 사고원인 : 꼬리날개 강타

## 대형 사고
- 아시아나항공 733편 추락 사고
  - 날짜 : 1993년 7월 26일
  - 편명 : OZ733/AAR733
  - 출발지 : 김포국제공항
  - 목적지 : 목포공항
  - 기종 :보잉 737-500
  - 등록번호 : HL7229
  - 추락지점 : 전라남도 해남군 화원면
  - 인명피해 : 승객 110명, 승무원 6명 중 68명 사망, 48명 생존
  - 추락원인 : 기상악화 속에서 항공기가 목포공항에 접근하는 과정 중 무리한 접근으로 추락
- 아시아나항공 991편 추락 사고
  - 날짜 : 2011년 7월 28일
  - 편명 : OZ991/AAR991
  - 출발지 : 인천국제공항
  - 목적지 : 상하이 푸둥 국제공항
  - 기종 :보잉 747-400F
  - 등록번호 : HL7604
  - 추락지점 : 제주특별자치도 차귀도 서쪽 100여km 해상
  - 인명피해 : 승무원 2명 전원 사망
  - 추락원인 : 자세한 추락 원인은 미상이나 기내 리튬배터리의 과열로 인한 기내화재로 인한 추락으로 결론
- 아시아나항공 214편 착륙 사고
  - 날짜 : 2013년 7월 7일
  - 편명 : OZ214/AAR214
  - 출발지 : 인천국제공항
  - 목적지 : 샌프란시스코 국제공항
  - 기종 :보잉 777-200ER
  - 등록번호 : HL7742
  - 추락지점 : 샌프란시스코 국제공항
  - 인명피해 : 승객 291명, 승무원 16명 중 승객 3명 사망, 304명 생존
  - 추락원인 : 착륙과정서 조종사의 조종 미숙으로 인한 추락, 접근 속도의 30노트나 느리게 접근함
- 아시아나항공 162편 착륙 사고
  - 날짜 : 2015년 4월 14일
  - 편명 : OZ162/AAR162
  - 출발지 : 인천국제공항
  - 목적지 : 히로시마 공항
  - 기종 :에어버스 A320-200
  - 등록번호 : HL7762
  - 추락지점 : 히로시마 공항
  - 인명피해 : 승객 73명, 승무원 8명 중 전원 생존
  - 추락원인 : 착륙과정 중 무리한 착륙으로 인한 착륙실패로 활주로 이탈
공항 측에서 계기착륙장치(ILS)을 사용하지 못하는 활주로로 유도[1]

## 같이 보기
- 대한항공의 사건 및 사고